# 宇都宮興禅寺刃傷事件

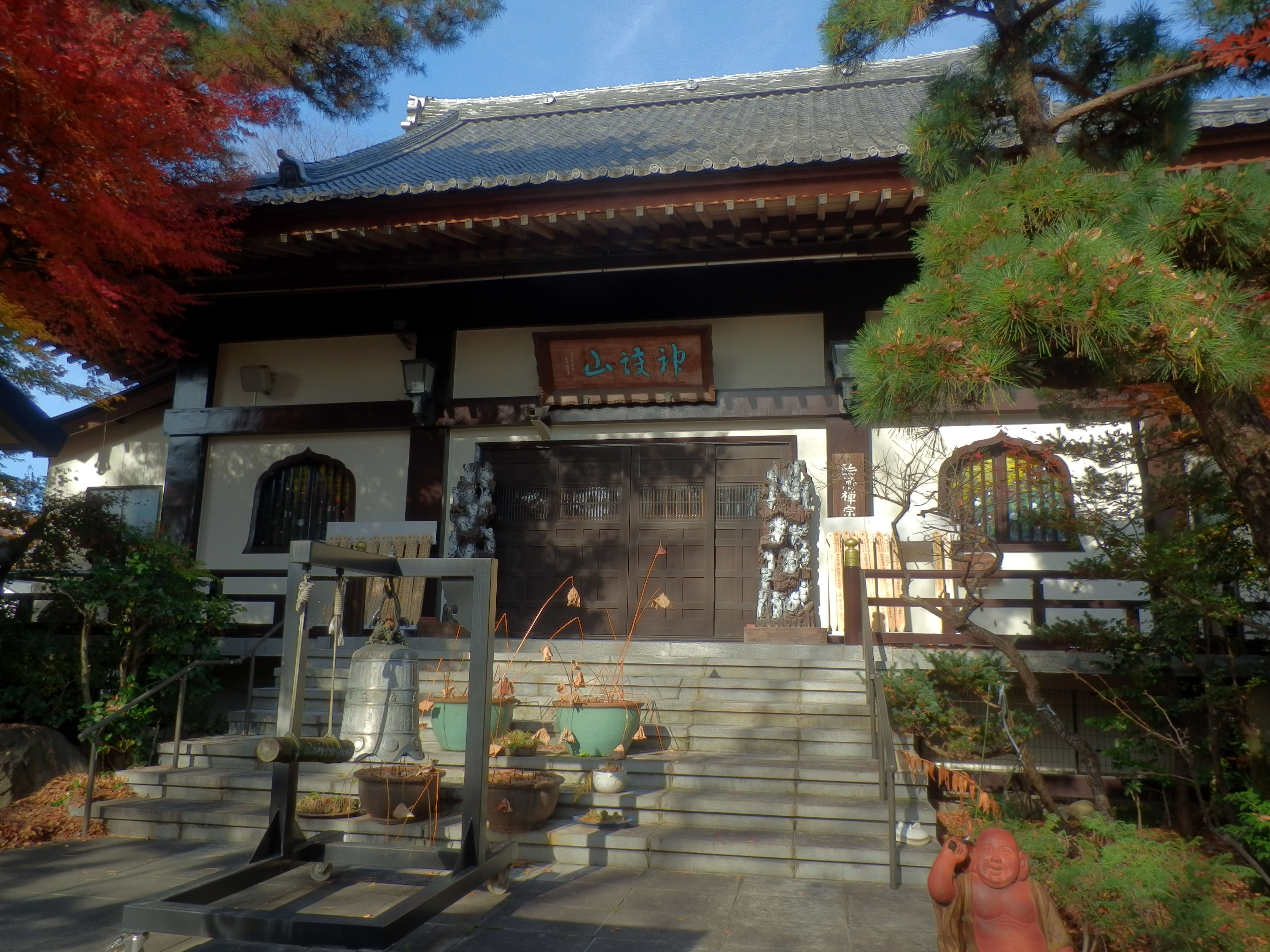
興禅寺本堂

宇都宮興禅寺刃傷事件（うつのみやこうぜんじにんじょうじけん）は、寛文8年（1668年）3月2日、下野興禅寺（栃木県宇都宮市）において、宇都宮藩の前藩主・奥平忠昌の法要の際に起こった家臣相互の刃傷事件。4年後の浄瑠璃坂の仇討の原因となった。

## 概要
刃傷事件が起こったのは、宇都宮藩前藩主奥平忠昌の死去より14日が経過していた寛文8年3月2日（西暦1668年4月13日）のことである。
宇都宮藩奥平家には長篠の戦いで武勲を挙げ、将軍に対する永代御目見えという特権を得た「七族五老」と呼ばれる重臣12家があった。忠昌の法要において、そのうちの2家の当主であった奥平内蔵允（奥平家の譜代衆である五老の家柄。安土桃山時代に断絶した五老の黒屋甚右衛門の名跡を奥平一族の奥平正勝が継いだ家のため血筋上は主君奥平家の傍流。別名「黒屋家」。1000石取）と奥平隼人（主君奥平家の傍流にあたる七族の家柄。別名「中金家」。1300石取）の2人がささいなことから口論となり、憤慨する内蔵允が隼人に抜刀した。内蔵允の法要への遅刻を隼人が罵倒したことから言い争いが始まり、隼人から「腰抜け」となじられた内蔵允が武士の一分を立てるためと隼人に斬りつけたのである。
彼らは、互いの母が実の姉妹という従兄弟同士であったが、気質が異なり、平素からソリが合わなかった。武人肌の隼人から軽侮されていた文人肌の内蔵允が、下野興禅寺（栃木県宇都宮市）における前藩主奥平忠昌の葬儀の場という大事さを顧みず、たび重なる面罵に耐えかねて抜刀した。ところが、返り討ちに遭って刀傷を被った内蔵允は、満座の法要でいっそうの侮辱を受けた。その場に居合わせた大身衆の同輩、兵藤玄蕃（1000石取）などの仲裁により、双方はそれぞれの親戚宅へ預かりの身となった。だが、その夜、内蔵允は切腹する。藩庁に対しては、興禅寺での刀傷から「破傷風で死去」と報告された。

### 藩の裁定
前主の法要の場での重臣同士による刃傷事件でありながら、藩の裁定は一向に定まらなかった。仲裁に入った兵藤玄蕃も新しく藩主となった奥平昌能に喧嘩両成敗を進言していたが、容認されなかったという。一方、蟄居閉門中の隼人には、処分が下る前に切腹して謝罪の意思を示すよう親族の長老が説得に赴いている。当の隼人も観念していたが、隼人の老父・半斎が頑としてはねつけたという。
結局、藩の処分は事件から半年後の9月2日（西暦1668年10月7日）に下された。隼人は改易、切腹した内蔵允の嫡子で12歳の奥平源八ならびに内蔵允の従弟伝蔵正長は家禄没収の上、追放が申し渡された。両者とも奥平家を追い出されるかたちでありながら、大きな差があった。内蔵充の遺児たちは、両成敗ならば隼人は切腹となるはずであると考えて、藩の裁定を依怙贔屓とみた。源八たちに対しては即日退去を命じておきながら、隼人と、その父半斎へは物々しい護衛を付けて送り出しているのである。半斎・隼人の父子らは、江戸の旗本・大久保助右衛門の屋敷に身を寄せた。

### 結果
この処分には、喧嘩両成敗に則せず不公平であると追放された源八とその一族に対し同情する者が続出した。なかには、奥平家を見限って浪人の身となる者さえ現れた。こうして、源八の与党は軽輩はもとより重臣の子弟までもが含まれる一団となった。源八一党は仇討を誓って宇都宮を退転し、3年余も雌伏して寛文12年（1672年）、江戸の武家屋敷に潜伏する敵を70人余の大集団で襲って隼人らを討った。
源八に同情して自ら浪人の身となって源八の助太刀をかってでた主な奥平家の藩士は、40数名におよんだ。仇討ちの作戦計画・立案・実行の首謀者は「桑名頼母という知られざる智謀の士であった」という（頼母は、元奥平家藩士で源八一党に加わった桑名友之丞の弟）。